# Parafia Najświętszej Maryi Panny Zwycięskiej w Bowen Hills
Parafia Najświętszej Maryi Panny Zwycięskiej w Bowen Hills – parafia rzymskokatolicka, należąca do archidiecezji Brisbane.

## Historia
W latach 50. XX wieku w Brisbane i okolicy mieszkało około 4 tysięcy Polaków. W latach 1949–1953 posługę duszpasterska prowadził wśród nich ks. Wacław Czapla. W 1954 roku kapelanem został o. Hieronim Myszkowski. Polacy nie mieli jednak własnego kościoła. Chcieli rozpocząć jego budowę, ale biskup Brisbane zaproponował im przejęcie kościoła Our Lady of Victory (Matki Boskiej Zwycięskiej). Kościół należał do miejscowej parafii, która zaczęli się wyludniać. Na plebanii mieszkał proboszcz Paul Castello, a kościół był zniszczony i zaniedbany. W 1955 roku do Brisbane przyjechał o. Kasjan Wolak. Przejął on parafię 12 listopada 1956 roku. W pracy od 1966 roku pomagali mu księża ze zgromadzenia Towarzystwa Chrystusowego dla Polonii Zagranicznej. Po jego śmierci w 1973 roku arcybiskup Francis Rush przekazał parafię Towarzystwu Chrystusowemu. 

## Proboszczowie parafii
Źródło:
- o. Kasjan Wolak OFM cap. (1956-1973);
- Fr. Józef Kołodziej TChr (1973-1982);
- Fr. Ignacy Smaga TChr (1982-1985);
- Fr. Zbigniew Pajdak TChr (1985- 1994);
- Fr. Tadeusz Przybylak TChr (1994-2001);
- Fr. Stanislaw Wrona TChr (2001-2006);
- Fr. Przemyslaw Karasiuk (2007-2012);
- Fr. Andrzej Kolaczkowski TChr (2012-2018)
- ks. Grzegorz Gaweł TCHr (2018– )[7]